# Intel Core 2
Intel Core 2 er navnet på en serie af Intels processorarkitektur. De udkom i starten af tredje kvartal i 2006, og de slog alle rekorder med hensyn til ydeevne. De findes i udgaverne enkeltkerne (Intel Core 2 Solo), dobbeltkerne (Intel Core 2 Duo), 4-kerne (Intel Core 2 Quad) – og 2 eller 4-kerne (Intel Core 2 Extreme).
Core 2-processorerne er bygget op over processorarkitekturen fra den kendte Centrinoplatform, som i sin første udgave indeholdt en processor med en kerne af typen Banias. Fordelen ved denne arkitektur i forhold til de daværende Pentium 4-arkitekturer (henholdsvis Northwood- og Prescottarkitekturen) var, at processoren kunne yde langt mere pr. MHz. På dette tidspunkt var det dog ikke så interessant i forhold til desktopmarkedet, da det bare gjaldt om at nå så høj frekvens som muligt. Dette skabte imidlertid problemer, da processorerne begyndte at bruge uhensigtsmæssigt meget strøm. Med introduktionen af Prescottarkitekturen gik det helt galt, da processorerne begyndte at bruge 150 watt.
På dette tidspunkt havde Intel dog indset, at frekvens ikke var vejen frem, og de begyndte derfor at videreudvikle processorarkitekturen fra Centrinoplatformen. Dette resulterede først i Sonomaplatformen (bærbar platform ligesom den første udgave af Centrino. Forskellen fra den gamle Centrinoplatform var, at FSB'en blev hævet fra 400 MHz til 533 MHz, og at denne nye platform understøttede DDRII-ram). Efterfølgende er denne platform blevet videreudviklet yderligere, og dette er først resulteret i Core Duo arkitekturen, som findes i bærbare computere. Lige i hælene kom Core 2 Duo-arkitekturerne, som havde lidt bedre ydelse og lidt lavere strømforbrug.
Core 2 Duo-arkitekturerne har den fordel i forhold til Pentium 4-arkitekturerne, at de som førnævnt yder bedre pr. MHz, og de udvikler desuden ikke meget varme – maksimalt 75 watt imod de tidligere topmodeller modeller, som udviklede over det dobbelte. Pga. Core 2 Duos lave strømforbrug er den kommet i 2 udgaver: Merom, som kan benyttes i bærbare computere, og Conroe, som kan benyttes i stationære computere. Begge arkitekturer kommer selvfølgelig med forskellige clockhastigheder, men de kommer også med forskellige størrelser L2-cache. Alt efter model varierer den fra 2 MB til 4 MB. Denne ekstra cache er en klar fordel, da den giver en gennemsnitlig ydelsesforbedring på ca. 10 %. 
Som eksempler på disse modeller kan nævnes desktopmodellerne. De forskellige modeller, som på nuværende tidspunkt (22.09.2006) er udkommet, er følgende:
- X6800 4 MB L2 2.93 GHz 1066 MHz (Intel Core 2 Extreme)
- E6700 4 MB L2 2.66 GHz 1066 MHz (Intel Core 2 Duo)
- E6600 4 MB L2 2.40 GHz 1066 MHz (Intel Core 2 Duo)
- E6400 2 MB L2 2.13 GHz 1066 MHz (Intel Core 2 Duo)
- E6300 2 MB L2 1.86 GHz 1066 MHz (Intel Core 2 Duo)

Som det ses, er det kun de største og dyreste modeller, der er udstyret med 4 MB L2 cache. Alle processorerne har dog noget til fælles: Dualcore, 1066 MHz FSB, 64-bit understøttelse og en ydelse, som er 2,5-3 gange så høj pr. MHz sammenlignet med tidligere modeller som fx Intel Pentium D.